# José Eulogio Gárate
Pour les articles homonymes, voir Garate.
José Eulogio Gárate Ormaechea, né le 20 septembre 1944 à Sarandí, en Argentine, est un footballeur argentin-espagnol.

## Biographie
Né en Argentine de parents basques, José Eulogio Gárate retourne en Espagne, et plus précisément à Eibar. En tant qu'attaquant, il commença sa carrière au SD Eibar (1961-1965), en D3 espagnole. Puis il fut transféré une saison au SD Indautxu, en D2 espagnole.
De 1966 à 1977, il joua à l'Atlético de Madrid. Il remporta la Coupe Mohamed V en 1970, la coupe intercontinentale en 1974, fut finaliste de la Ligue des Champions en 1974, remporta trois fois la Liga (en 1970, en 1973 et en 1977) et deux coupes d'Espagne (en 1972 et en 1976). Il fut à trois reprises Pichichi (en 1969, en 1970 et en 1971).
Il fut international espagnol à 18 reprises (1967-1975) pour 5 buts. Sa première sélection fut honorée le 22 octobre 1967, contre la Tchécoslovaquie, qui se solda par une victoire ibérique (2-1). Sa dernière sélection fut contre la Roumanie, le 17 avril 1975.

## Clubs
- 1961-1965 :  SD Eibar
- 1965-1966 :  SD Indautxu
- 1966-1977 :  Atlético de Madrid

## Palmarès
- Championnat d'Espagne de football

- - Champion en 1970, en 1973 et en 1977
  - Vice-champion en 1974

- Meilleur buteur du championnat d'Espagne
  - Pichichi en 1969, en 1970 et en 1971

- Coupe d'Espagne de football
  - Vainqueur en 1972 et en 1976

- Ligue des champions de l'UEFA
  - Finaliste en 1974

- Coupe intercontinentale
  - Vainqueur en 1974